# すっかり…その気で!
『すっかり…その気で!』（すっかり…そのきで!）は、1981年12月20日公開の日本映画。
烏丸せつこ主演・ビートたけし主演、小谷承靖監督。田中プロモーション製作、東宝配給。ビートたけしの初主演映画。

## キャスト
- 春日さち子 - 烏丸せつこ
- 伊東たかし - ビートたけし
- 有田伝八 - 植木等
- 山川俊介 - なべおさみ
- 安村良平 - 本田博太郎
- 毛利浩二 - 江木俊夫
- 加茂和夫 - 藤村有弘
- 丸目昌江 - 塩沢とき
- 剛田万造 - 神田隆
- 大橋 - 志賀勝
- 悦子 - 秋野暢子
- 西村 - 藤木悠
- 平山 - 山本紀彦
- 石塚 - 竜雷太
- 女子銀行員A - 今いくよ
- 女子銀行員B - 今くるよ
- 借金取りA - 上方のりお
- 借金取りB - 上方よしお
- 銀行の守衛 - ビートきよし
- 女性司会者 - 多岐川裕美
- 女性歌手 - 北原由紀

## スタッフ
- 監督 - 小谷承靖
- 脚本 - 田波靖男
- 企画・製作 - 田中壽一
- プロデューサー - 中沢敏明・佐々木健一
- 撮影 - 加藤雄大
- 美術 - 薩谷和夫
- 音楽 - 広瀬健次郎
- 録音 - 神保小四郎
- 照明 - 小中健二郎
- 編集 - 井上治

## 製作
『キネマ旬報』1981年10月上旬号の映画封切情報には「《東宝》12月19日（予定）『グッドラックLOVE』他1本未定」と書かれている。製作発表記者会見は1981年11月6日ににっかつ撮影所で行われた。撮影も同所と見られる。『映画年鑑』1983年版では、主演は烏丸せつこと書かれているが、『映画情報』1982年2月号では主演はビートたけしと書かれている。ビートたけしの当時の世評は「おばあさん、ブス、田舎者…世の中の"弱い者"を徹底的にいびり抜く毒舌漫才コンビツービートの一人」という位置付け。たけしは元々の大の映画ファンで「見るだけではなく、いつか映画を作る側にまわりたい」と当時のマスメディアに夢を話していた。たけしの相手役はたけしに熱いラブコールを送り、週刊誌を賑わせたこともある烏丸せつこ。たけしの希望で烏丸がキャスティングされた。当時の映画誌に「毒舌対ボイン」と書かれている。映画もたけしの夢を具現化するような内容で、たけしも演出に自身のアイデアを多数出した。

## 同時上映
『グッドラックLOVE』
- 監督：河崎義祐、田原俊彦主演第一回作品

※たのきんスーパーヒットシリーズ第3弾